# جشمة بار (دولت أباد)
جشمة بار (بالفارسية: چشمه بار) هي قرية تقع في إيران في قسم دولت أباد الريفي. يقدر عدد سكانها بـ 192 نسمة بحسب إحصاء 2016.